# 勒兹万·拉茨
拉茲萬·拉特（羅馬尼亞語：Răzvan Raț；1981年5月26日—）是一位羅馬尼亞足球運動員，在場上的位置是左後衛。他曾效力於希臘足球超級聯賽球隊PAOK。現在效力於西甲。他是2009年羅馬尼亞足球先生。